# Raï
Raï (arabă: رأي) este o formă de muzică populară, originară din Oran,  Algeria din muzica beduinilor, combinată cu muzica spaniolă, franceză, africană și arabă. Cuvântul raï în limba arabă înseamnă „opinie”.
Interpreții de raï sunt numiți cheb sau sheikh; această tradiție a apărut în orașe ca Oran, în special în rândul oamenilor săraci. Cântat de cele mai multe ori de bărbați, la sfârșitul secolului XX, acest stil a început să fie cântat și de femei.

## Istorie

### Origini
După independența Algeriei, în 1962, cartierul evreiesc al orașului Oran a devenit un important centru muzical, datorită unor muzicieni ca Reinette L'Oranaise, Saoud L'Oranais și Larbi Bensari. În cartierul Sidi el Houari locuiau pescari spanioli care sosiseră după 1939. Aceste două cartiere au fost centre ale inovației muzicale.. Arabii din Oran, cunoscuți pentru al-andalous, un stil clasic de muzică importat din Spania de sud după 1492. Hawzi a fost foarte popular, iar cele mai importante figuri ale acestui gen au fost Cheikha Tetma, Fadila D'zirya și Myriam Fekkai.

### Post-independență
În anii '60, rock and roll-ul american și muzica soul erau foarte populare. Stilul francez Yé Yé era și acesta foarte popular. Bellamou Messaoud și Belkacem Bouteldja au modernizat genul raï, devenind foarte populari în anul 1964. Chaba Fadela și Cheb Khaled și-au început și ei cariera în această perioadă. Piesa „Ana ma h'lali ennoum”, interpretată de Fadela pentru prima dată în anul 1979, este considerată a fi începutul stilului modern pop raï. Succesul internațional al genului a început în 1976 odată cu succesul lui Rachid Baba Ahmed, cel mai important producător de raï.
În anii '80 a început perioada în care genul raï s-a bucurat de cea mai mare popularitate. În anul 1986 a avut loc primul festival de raï sprijinit de stat. Acesta s-a ținut în Algeria, dar și în Bobigny, Franța. Cheb Khaled a fost primul superstar internațional, deși acesta nu a devenit foarte popular în Statele Unite, America Latină sau alte zone. Albumul său din anul 1988, Kutché a dus la popularizarea interpretului, dar și a întregului gen raï. Alți interpreți cunoscuți ai anilor '80 sunt Houari Benchenet, Raïna Raï, Mohamed Sahraoui, Cheb Mami și Cheb Hamid.

### Muzică „necurată”
Fundamentaliștii islamici consideră acest gen muzical drept necurat și blasfemator. Din acest motiv unii interpreți de raï au fost uciși de fundamentaliști.

## Interpreți faimoși de raï
- Bellamou Messaoud
- Chaba Fadela
- Cheb Sahraoui
- Faudel
- Cheb Hasni
- Cheb Kader
- Khaled (cunoscut ca Cheb Khaled în primii ani ai carierei sale)
- Cheb Mami
- Cheb Bilal
- Rachid Taha
- Cheikha Rimitti
- Chaba Zahouania
- Reda Taliani
- Mohamed Lamine
- Cheb Hassen
- Cheb Saidi
- Cheb Abdou
- Chebba Zahwania
- Aziz Bo Walam
- Cheb Zhiri Younes